# Mico melanurus
Lo uistitì dalla coda nera (Mico melanurus E. Geoffroy, 1812) è un primate platirrino della famiglia dei Callitricidi.
Veniva in passato considerato una sottospecie di Mico argentatus (M. argentatus melanurus).

## Distribuzione
Vive nella foresta amazzonica della Bolivia settentrionale (dipartimenti di Beni e Santa Cruz) e del Brasile occidentale (stati di Rondônia e probabilmente anche Mato Grosso): la sua distribuzione è piuttosto isolata rispetto a quella di altre specie di uistitì.

## Descrizione

### Dimensioni
Misura circa 55 cm, di cui più di metà spettano alla coda, per un peso che raggiunge i 380 g.

### Aspetto
Il pelo è bruno scuro, con una banda bianco-giallastra che corre sulla spina dorsale fino al lato interno della coscia: la coda è nera. Le orecchie sono nude e di color carnicino, così come la faccia.

## Biologia
Si tratta di animali diurni ed arboricoli, che utilizzano le unghiette appuntite per scalare i tronchi più lisci: durante la notte, dormono nel folto della vegetazione o in cavità dei rami.

Vivono in gruppetti di 3-12 individui che definiscono un proprio territorio tramite ghiandole soprapubiche: scoraggiano eventuali intrusi dall'invadere il loro territorio tramite l'utilizzo di una serie di espressioni facciali.

### Alimentazione
Fondamentalmente, questi animali sono mangiatori di linfa e gommoresina, ma non disdegnano integrare la dieta anche con uova, frutta, insetti e piccoli vertebrati.

### Riproduzione
Dopo una gestazione di circa 5 mesi, la femmina dominante (nonché l'unica a potersi riprodurre, inibendo le altre tramite feromoni) mette al mondo due gemelli, che vengono accuditi dall'intero gruppo fino a quando non sono autosufficienti: essi vengono svezzati attorno ai sei mesi e possono dirsi del tutto maturi dopo il secondo anno d'età.